# Tomáš Ladra
Tomáš Ladra, né le 24 avril 1997 à Česká Lípa en Tchéquie, est un footballeur tchèque qui évolue au poste d'attaquant au Mladá Boleslav.

## Biographie

### En club
Né à Česká Lípa en Tchéquie, Tomáš Ladra est formé par le Mladá Boleslav. Mais c'est avec le FK Pardubice, où il est prêté en deuxième division de 2016 à 2017, qu'il fait ses débuts en professionnel.
En janvier 2018, il est de retour au Mladá Boleslav et réalise ses débuts en première division. Il inscrit son premier but en première division le 5 août 2018, sur la pelouse du MFK Karviná (victoire 3-4). Il inscrit un total de quatre buts en championnat cette saison là.
Lors de l'été 2020, Tomáš Ladra est prêté pour une saison au FK Jablonec. 
Il fait finalement son retour au FK Mladá Boleslav en janvier 2021 et est intégré à l'équipe première. Il se met rapidement en évidence pour son retour en ouvrant le score face au SK Sigma Olomouc, en championnat (1-1 score final).
Le 3 septembre 2022, Ladra se fait remarquer en réalisant le premier doublé de sa carrière, lors d'une rencontre de championnat face au SK Dynamo České Budějovice. Titularisé, il donne la victoire à son équipe ce jour-là (0-2 score final).

### En sélection
Avec les moins de 19 ans, il inscrit trois buts en onze matchs. Le premier but contre la Serbie le 13 octobre 2015 (victoire 2-4 des Tchèques). Il se met en évidence en étant l'auteur d'un doublé face à la Turquie le 25 février 2016 (victoire 2-3).
Tomáš Ladra joue son premier match avec l'équipe de Tchéquie espoirs le 14 novembre 2017, contre la Moldavie. Il entre en jeu lors de cette rencontre qui se solde par la victoire des siens (1-3). Au total, il reçoit sept sélections avec les espoirs, inscrivant un but contre l'équipe de Saint-Marin en septembre 2018.